# Friedrich Bürklein
Georg Friedrich Christian Bürklein (Burk, 30 marzo 1813 – Werneck, 4 dicembre 1872) è stato un architetto tedesco, alunno di Friedrich von Gärtner.
Si fece un nome con la costruzione del municipio di Fürth in Franconia. Il municipio con una torre di 55 metri fu costruito in stile italiano tra il 1840-50. Si tratta di una copia adattata del Palazzo Vecchio a Firenze ed è oggi il simbolo della città.
La costruzione della stazione centrale di Monaco di Baviera (1847–1849) con la sua gigante struttura in metallo lo rese famoso. Seguono innumerevoli stazioni ferroviarie: per esempio Pasing (1847-1848), Augusta, Bamberga, Ansbach, Nuova Ulma, Hof, Nördlingen, Rosenheim, Würzburg, Norimberga e Bad Kissingen.
Tra le sue opere principali è da citare la Maximiliansstraße a Monaco con tutti i suoi palazzi pubblici e privati incluso il Maximilianeum che oggi viene usato come parlamento bavarese. Bürlein ci lavorò dal 1851.

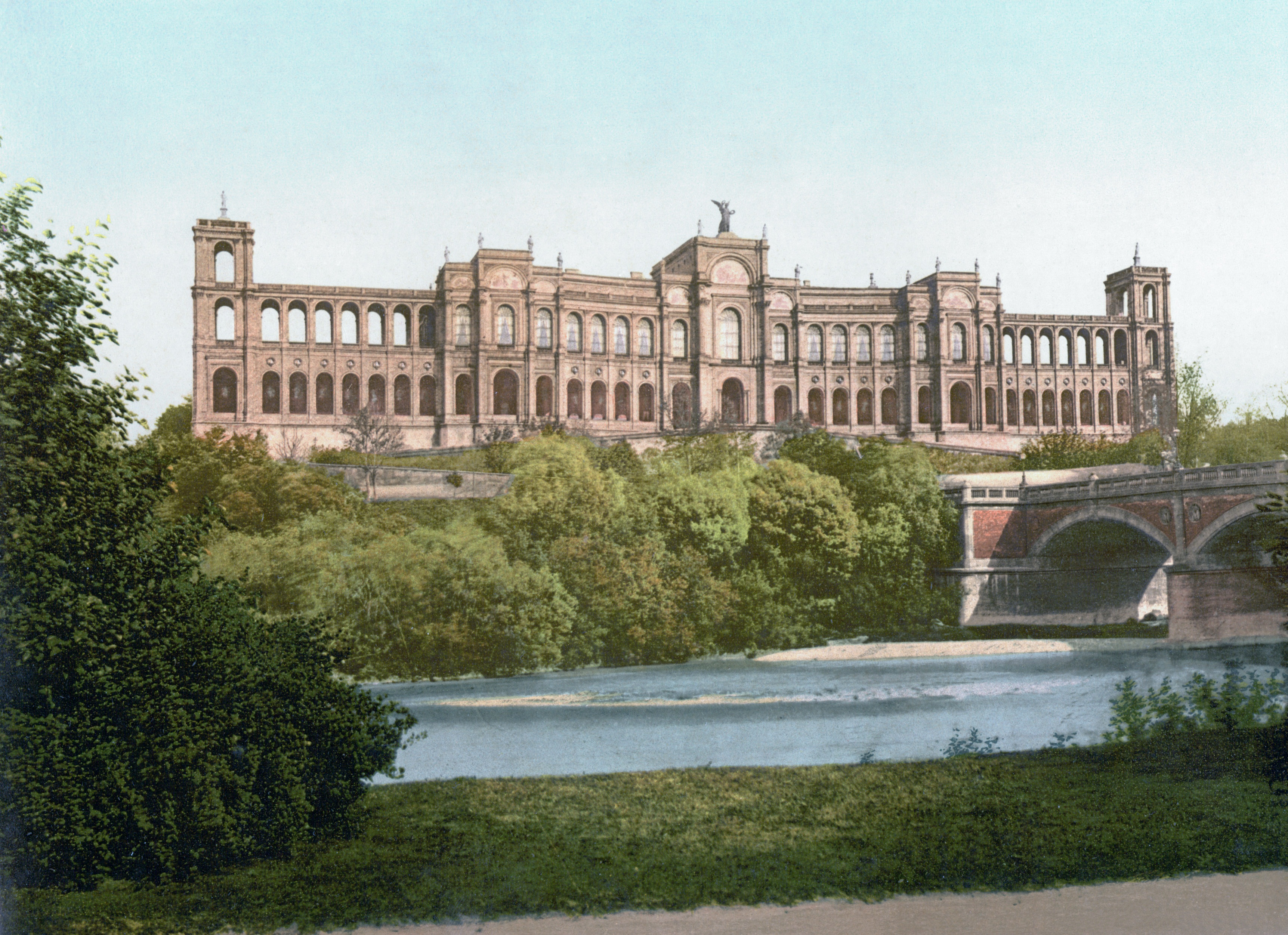
Maximilianeum su una cartolina d'epoca

Bürklein è sepolto nel cimitero monumentale Alter Südfriedhof di Monaco di Baviera.